# Ruine Falken
Die Ruine Falken ist die Ruine einer Höhenburg auf dem 840 m ü. NN hohen Falken bei der Stadt Burladingen im Zollernalbkreis in Baden-Württemberg. 
Die Burg wurde 1140 als Doppelburg, die vordere (Großer Falken) und die hintere Falkenburg (Kleiner Falken), erwähnt. Die Burg war eine von mehreren Burgen der vermutlich Edelfreien Herren von Burladingen (Burg Hohenburladingen). Von der ehemaligen Burganlage der Doppelburg sind nur geringe Reste erhalten.